# Toegangspoort Frankendael

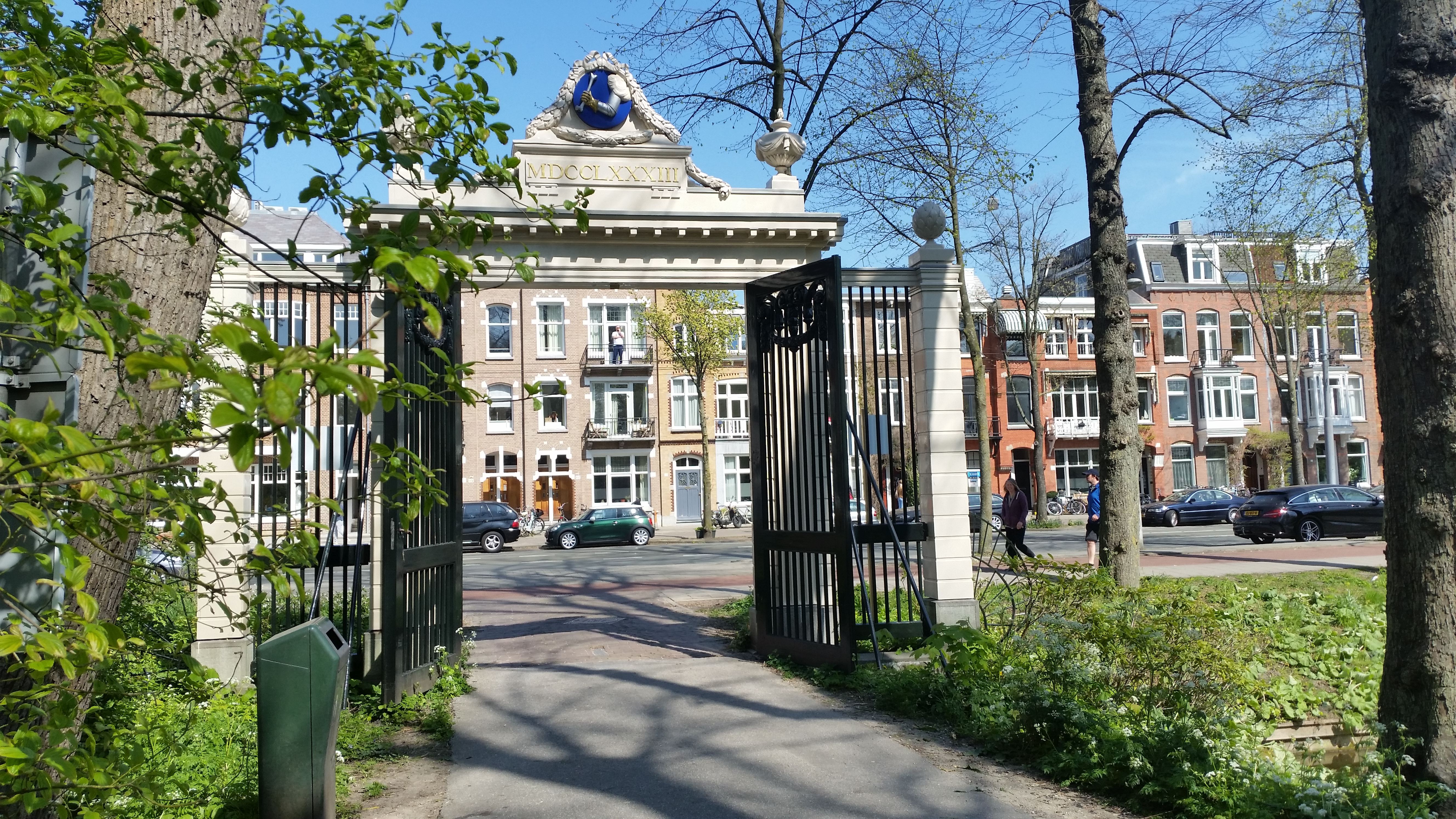
Toegangspoort richting Middenweg (april 2020)

De Toegangspoort Frankendael is een bouwwerk in Amsterdam-Oost.
Toen de familie Gildemeester hier begin 18e eeuw woonde, stond Huis  Frankendael aan de Middenweg in Watergraafsmeer. Tussen huis en weg liep een afwateringstocht met daarover een brugconstructie, zoals te zien is op een prent van Daniël Stopendaal uit 1725. Dat wordt in 1783 anders. De afwateringstocht wordt afgedamd en er komt een toegang aan de weg. De dam wordt gevormd door keermuren van baksteen. Daarop wordt een houten poort gezet in de Lodewijk XVI-stijl, als een soort triomfboog. De poort bestaat uit twee houten pijlers met blokmotief en pilasters met aan de bovenzijde Ionische kapitelen. Op de pijlers rust de dekbalk met daarop in het verlengde van de pijlers vaasvormige objecten. Daartussen bevindt zich een klokvormig stuk. Aan de zijde van de Middenweg laat het de naam van het buitenverblijf zien Frankendaal/Frankendael met daarboven een buste van Mercurius. Aan de zijde van het huis is te lezen MDCCLXXXIII met daarboven het familiewapen van Gildemeester, een gebogen geharnaste mannenarm met gehandschoende hand met doodsbeen.  
Aan deze pijlers hangt het centrale hek als ook twee houten vleugelstukken met elk een pijler. De hek is uitgevoerd uit twee houten rechthoekige klaphekken met aan de bovenzijde guirlandeachtige constructies.. De pijlers van de vleugelstukken worden aan de bovenzijde afgesloten met houten pijnappels. De vleugelstukken dragen hekwerken van spijlen.
Alle pijlers rusten op hardstenen sokkels.
Een foto uit 1943 laat Frankendaal zien; bij een restauratie rond 1952 werd dat gewijzigd in het historiserende Frankendael. Het bouwwerk werd op 13 mei 1992 opgenomen in het monumentenregister.

## Afbeeldingen

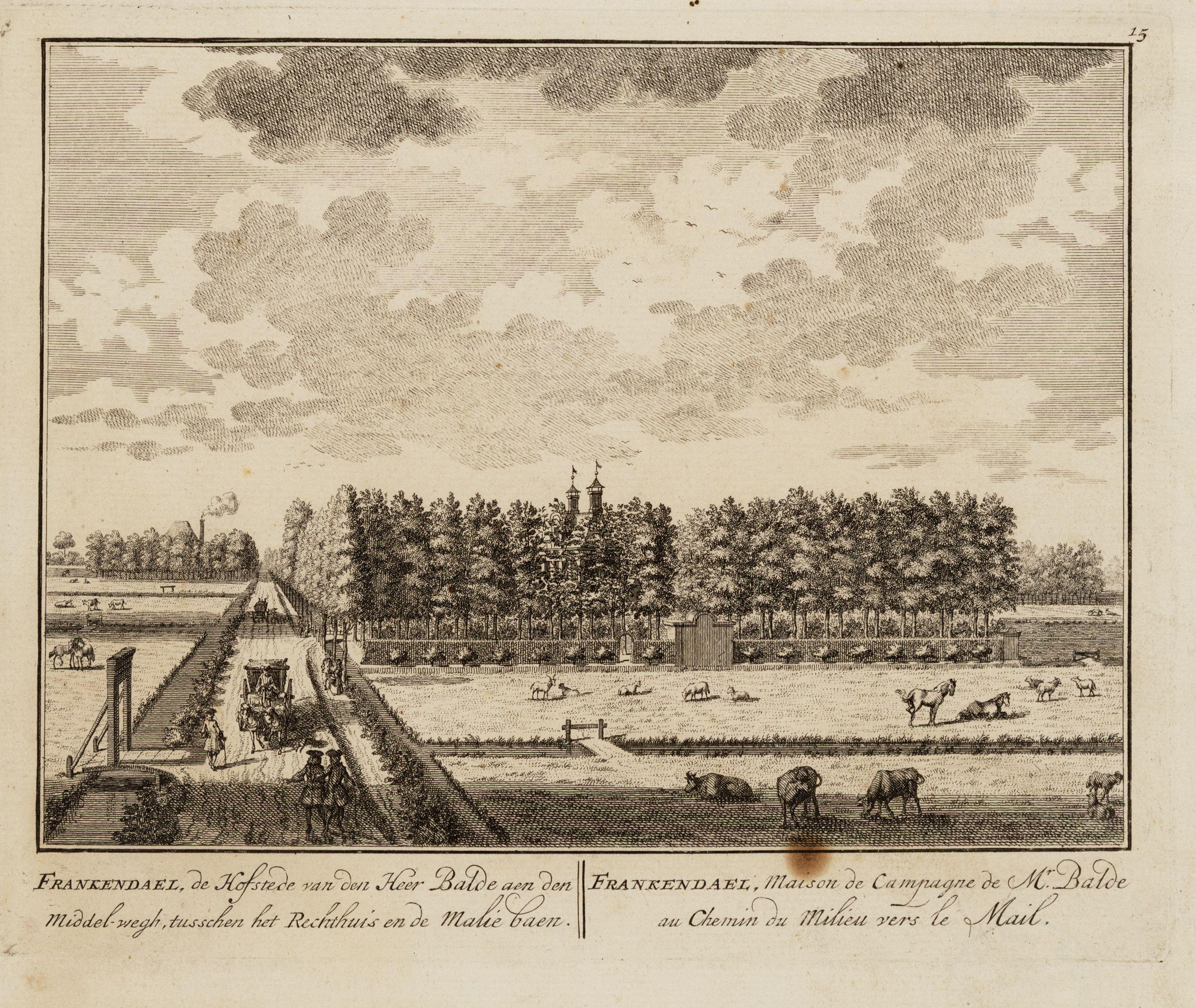
Frankendael volgens Stopendaal (1725)
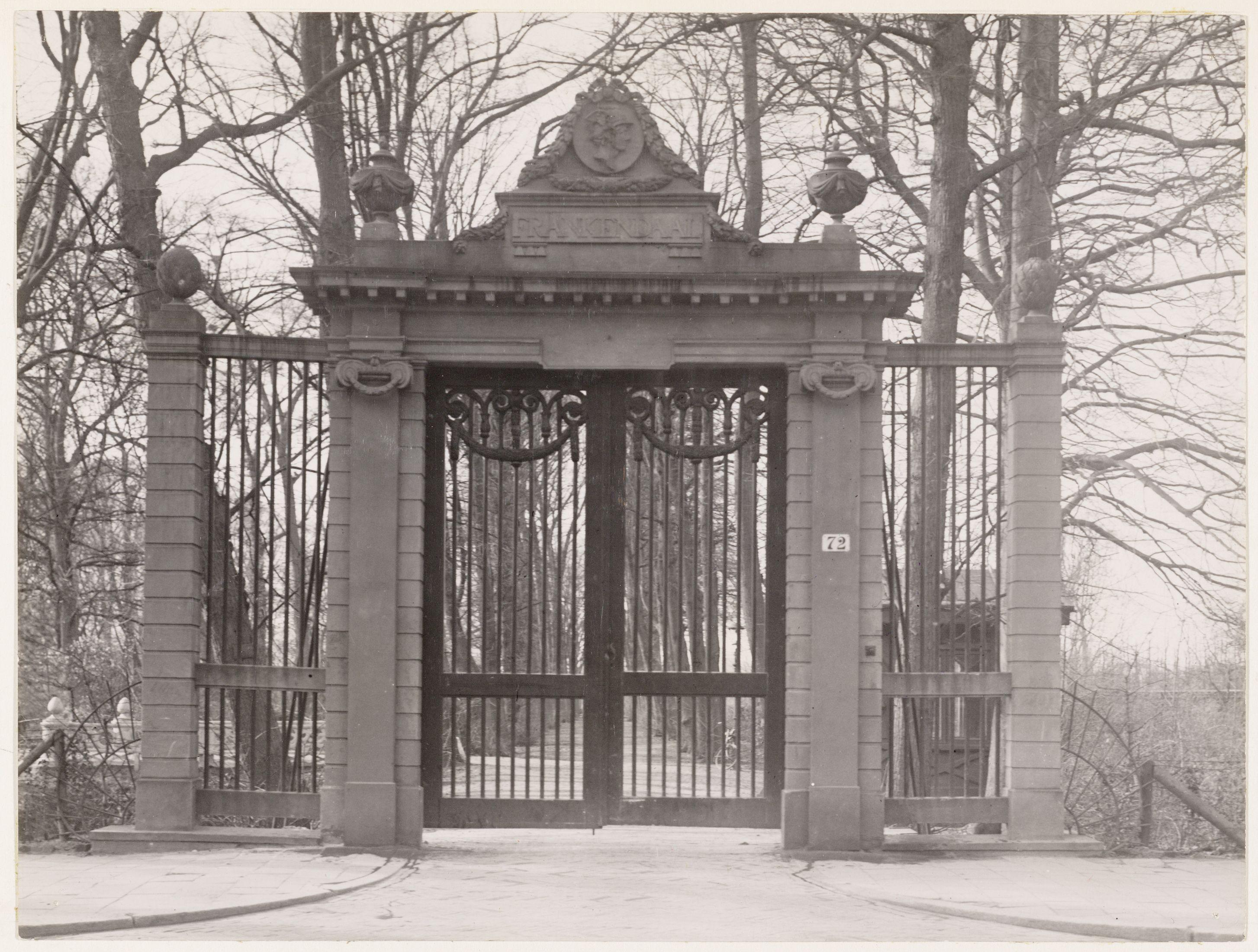
Frankendaal (1943)
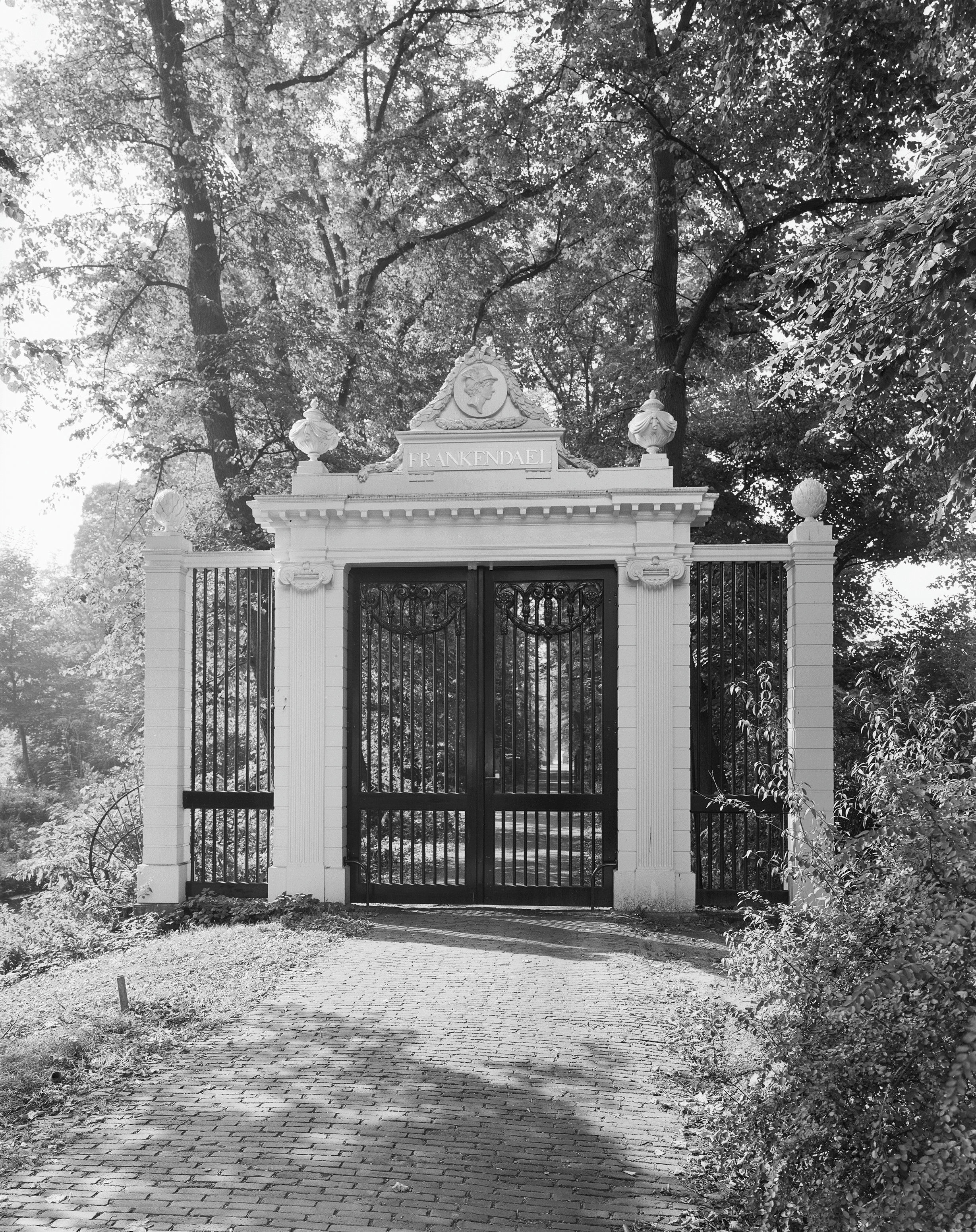
Frankendael (1982)
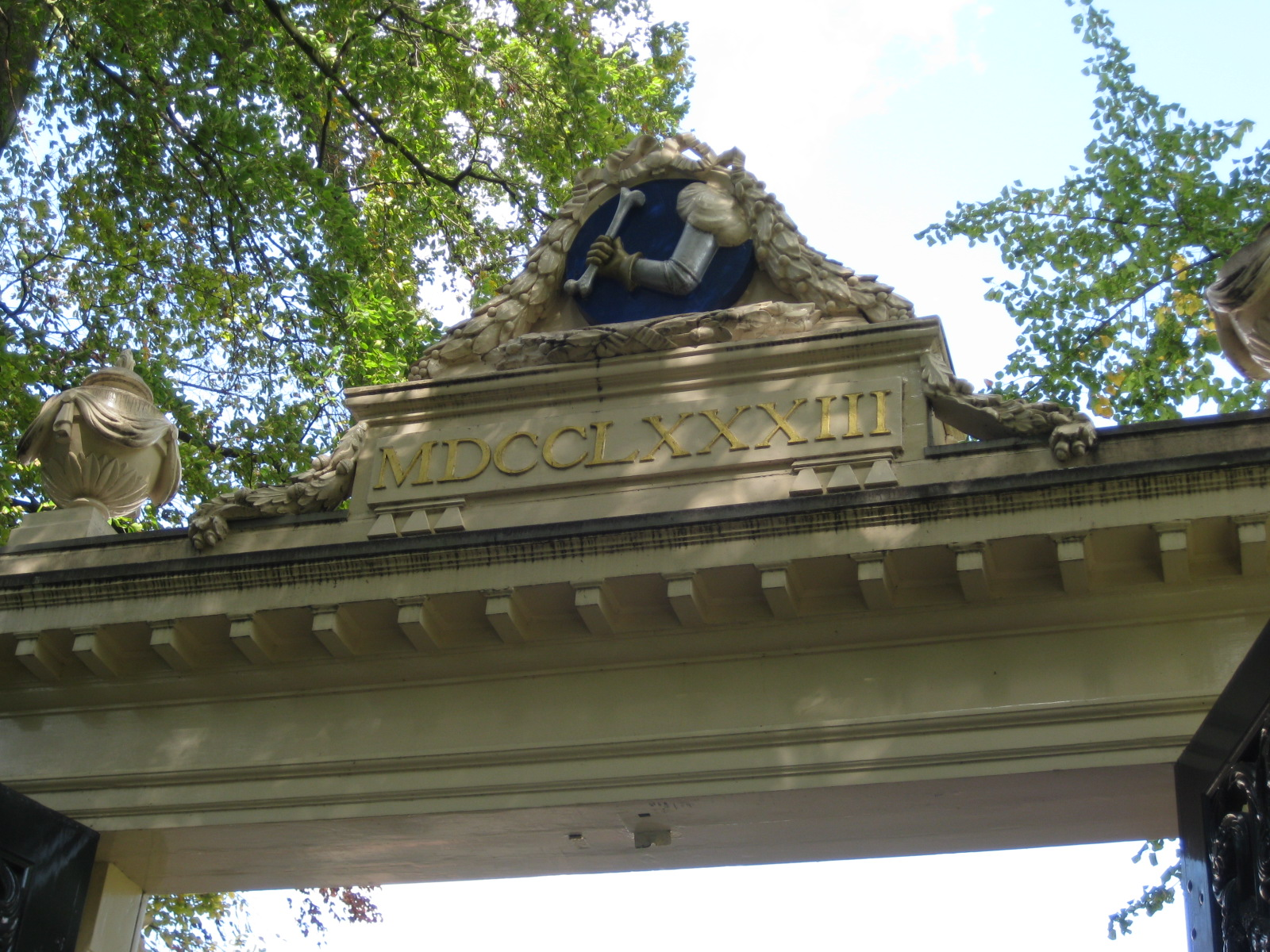
Familiewapen Gildemeester (2011)